# Speyerbach
Speyerbach – rzeka w południowo-zachodnich Niemczech o długości 60 km. Jest lewym dopływem Renu. Źródła rzeki znajdują się w okolicach miejscowości Elmstein, w Lesie Palatynackim. Początkowo rzeka przepływa przez Dolinę Elmstein, nad którą wznoszą się ruiny czterech zamków (m.in. Erfenstein oraz Spangenberg). Po kilku kilometrach do Speyerbachu wpływa jeden z jego największych dopływów – rzeka Helmbach. Następnie, przepływając przez Frankeneck dopływ Renu łączy się z długim na 20 kilometrów Hochspeyerbachem.
Na krótko przed dopłynięciem do Neustadt an der Weinstraße Speyerbach opuszcza Las Palatynacki. Po obu stronach rzeki zlokalizowane są zamki: Wolfsburg, Winzigen oraz Zamek Hambach, będący symbolem demokracji niemieckiej, z powodu mającej tu miejsce w 1832 roku demonstracji Hambacher Fest. Następnie rzeka dociera do Spiry, gdzie wpływa do Renu.